# Lucjusz Domański
Lucjusz Stefan Domański (ur. 11 lutego 1907 w Grabniaku, zm. 24 sierpnia 1997) – polski działacz partyjny i państwowy, prawnik oraz urzędnik, więzień obozów koncentracyjnych, podsekretarz stanu w resortach związanych z rolnictwem (1949–1951), dyrektor Polskiej Agencji Prasowej (1951–1956).

## Życiorys
Syn młynarza Baltazara, pochodził z rodziny chłopskiej. W młodości członek Organizacji Młodzieży Narodowej, sympatyzował także z Komunistyczną Partią Polski (m.in. ukrywał w swoim mieszkaniu jej działaczy). Po zdaniu matury w latach 1925–1933 studiował prawo na Uniwersytecie Warszawskim, w latach 1934–1938 odbywał aplikację sędziowską w Warszawie. W trakcie studiów pracował w Urzędzie Skarbowym w Warszawie, następnie w Zarządzie Miejskim Warszawy jako referent prawny i rzecznik dyscyplinarny. Walczył w kampanii wrześniowej na terenie Lubelszczyzny. Podczas okupacji powrócił do pracy w warszawskim samorządzie, w listopadzie 1942 aresztowany pod zarzutem sabotażu w pracy i działania na niekorzyść narodu niemieckiego przez Gestapo. Następnie był więziony na Pawiaku i w obozach koncentracyjnych Majdanek i Flossenbürg aż do wyzwolenia ostatniego z obozów.
W lipcu 1945 powrócił do Polski, rozpoczął pracę w Ministerstwie Rolnictwa i Reform Rolnych jako inspektor i wicedyrektor Departamentu Prezydialnego Ustroju Rolnego (do 1949). Od października 1949 do maja 1951 podsekretarz stanu w tym resorcie, a po jego przekształceniu w Ministerstwo Rolnictwa pełnił analogiczną funkcję do czerwca 1951. Następnie od sierpnia 1951 do września 1956 kierował Polską Agencją Prasową. Od września 1945 należał do Polskiej Partii Robotniczej i Polskiej Zjednoczonej Partii Robotniczej, pełnił funkcję sekretarza Komitetu Partyjnego PPR przy Ministerstwie Rolnictwa i Reform Rolnych.
Został pochowany na Cmentarzu Komunalnym Północnym w Warszawie.

## Odznaczenia
W 1948 odznaczony Złotym Krzyżem Zasługi.